# Голицын, Василий Петрович
Князь Васи́лий Петро́вич Голи́цын, также известный по прозвищу Рябчик (1800—1863) — чиновник из рода Голицыных, владелец обширной усадьбы Тростянец, харьковский губернский предводитель дворянства, ротмистр лейб-гвардии Гусарского полка, директор Государственной комиссии погашения долгов.

## Биография
Сын генерал-майора князя Петра Васильевича Голицына и Екатерины Петровны, урождённой Карамышевой. Его отец был двоюродным братом князя Сергея Фёдоровича Голицына, который с успехом служил под началом князя Потёмкина и женился на его племяннице.

В 1810 году записан в Пажеский корпус, в 1817 году пожалован в камер-пажи. 20 марта 1819 года по личному ходатайству прусского короля Фридриха Вильгельма III, при особе которого он находился, в бытность Его Величества в Москве и Петербурге, и по сдаче экзамена был принят на службу прапорщиком в Лейб-гвардейский Семеновский полк. 

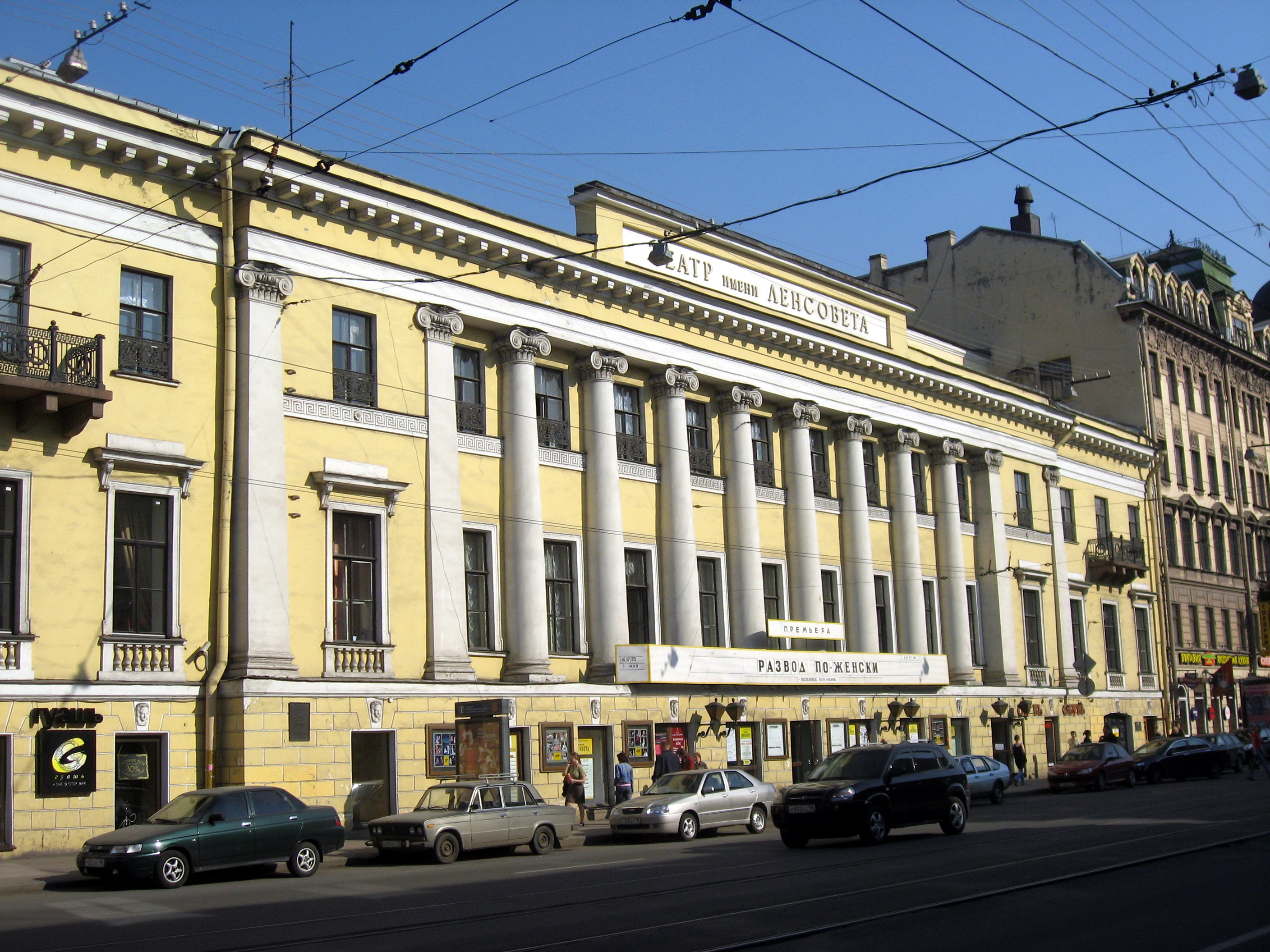
Дом супругов Голицыных на Владимирском проспекте

В 1821 году произведен в подпоручики, и в том же году, переведен в Оренбургский уланский полк штабс-ротмистром, с назначением адъютантом к генералу-майору Васильчикову, а потом к генералу от инфантерии графу Петру Александровичу Толстому. Во время своей службы при графе он был переведён, за успешное исполнение разных возлагавшихся на него поручении, сперва в конно-егерской Лейб-гвардии, штабс-капитаном, а потом в Лейб-гвардейский Гусарский полк, штабс-ротмистром.
В 1829 году награждён орденом Святого Владимира 4 степени, а в 1831 году награждён золотой саблей с надписью за храбрость. Пользовался известностью в светском обществе, посещал музыкальные вечера, увлекался исполнением романсов.
3 января 1833 года он уволен из военной службы по домашним обстоятельствам, для определения к статским делам в чине коллежского советника. В 1834 году определен чиновником особых поручении по Министерству финансов. В 1837 году назначен младшим директором в Государственную комиссию по погашению долгов, а в следующем году произведен в статские советники, и в том же году пожалован в камергеры.

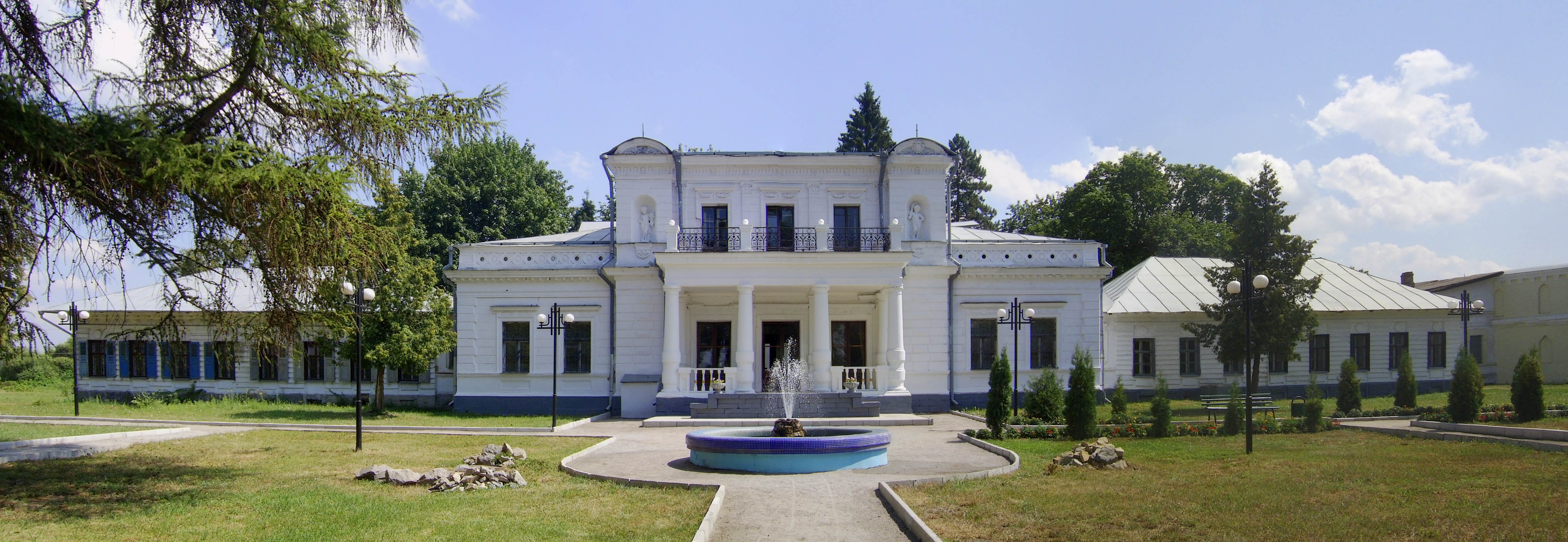
Усадебный дом в Тростянце

В 1839 году по выбору дворянства поступил в должность депутата Санкт-Петербургского уезда. В 1841 году по избранию харьковского дворянства, Высочайше утвержден в звании губернского предводителя этой губернии. В 1844 году вторично избран предводителем дворянства, и был награждён Станиславским крестом 2-й степени.
20 декабря 1846 года произведен в действительные статские советники. В 1847 году в третий раз был избран предводителем дворянства. В 1849 году награждён орденом Святого Владимира 3 степени, в 1840 году в четвёртый раз избран предводителем дворянства Харьковской губернии, и награждён Станиславской лентой. В должности состоял по 22 сентября 1852 года.
Скончался князь 24 ноября 1863 года от паралича мозга. Похоронен в Славгороде (Харьковской губернии Ахтырского уезда).

## Семья

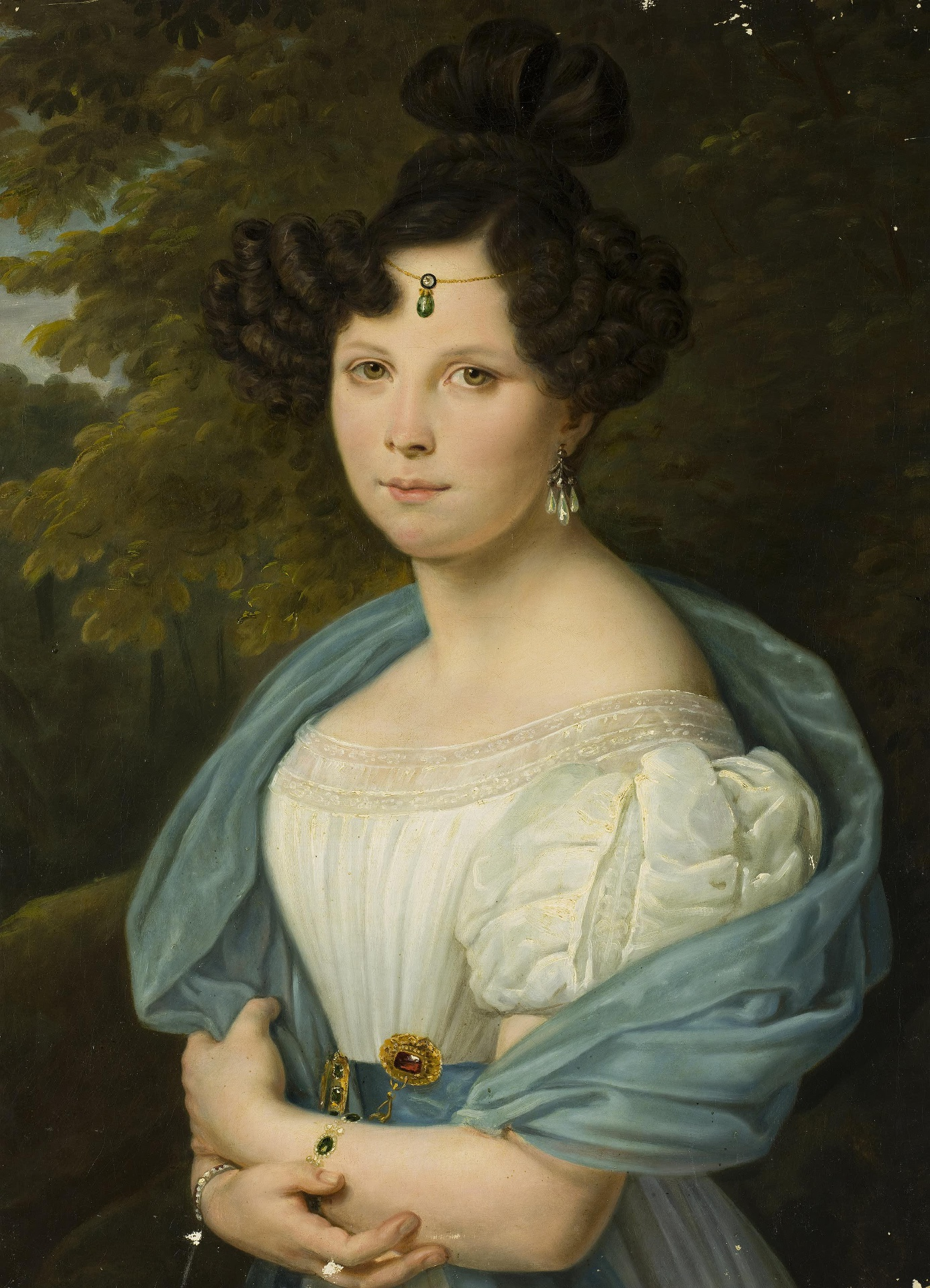
Софья Алексеевна Голицына

Жена (с 12 февраля 1832 года) — Софья Алексеевна Корсакова (22.10.1808—04.07.1858), дочь отставного генерал-майора Алексея Ивановича Корсакова; писательница, художница, издатель альманаха «Молодик»; наследница тростянецкого и других малороссийских имений своего прадеда Тимофея Надаржинского. По словам гравера Ф. И. Иордана, «она принесла мужу богатое состояние, а он, кроме княжеского титула, со своей стороны ничего не принес ей. Жила открыто, была характера веселого и добродушного. Увлекалась коллекционированием и тратила очень много денег на покупку разных картин старой и новой школы. Еще при жизни её осаждали со всех сторон кредиторы, а после её смерти князь Голицын сошел с ума, сыновья окончательно разорились и покончили с богатством своей матушки: дом и картины, принадлежавшие княгине, были проданы с молотка». В браке у них родилось два сына, старший из них унаследовал Тростянец, младший — Славгород.
- Алексей (27.11.1832[5]—20.09.1901), крещен 20 декабря 1832 года во Владимирской церкви в Придворных слободах при восприемстве Н. С. Мордвинова. Статский советник, состоял при русской миссии в Мюнхене. Был женат (с 16.08.1859; Берлин) на княжне Любови Александровне Суворовой (1831—1881), в 1861 году они были разведены, брак был бездетным. Умер от апоплексического удара в Париже, похоронен на кладбище в  департаменте Майен.
- Виктор (18.06.1835[6]—1885), крещен 29 июня 1835 года во Владимирской церкви в Придворных слободах при восприемстве П. И. Сумарокова и бабушки А. Т. Корсаковой; шталмейстер, женат с 1859 года на Елизавете Николаевне Анненковой (1840—1886).